# Champions de Tomanãk
Champions de Tomanãk (titre original : The War God's Own) est un roman de fantasy de l'écrivain américain David Weber. Paru en 1998, il est le deuxième roman de la série Dieu de la guerre et a été édité en France en deux tomes en 2012,,,.

## Résumé
Bahzell et Brandark arrivent au port de Belhadan dans l’empire de la Hache, ils sont accueillis par Vaijon, écuyer de l'Ordre de Tomanãk. Vaijon, ainsi que d’autres membres de la section locale de l'ordre ne peut admettre qu’un hradani soit un champion de Tomanãk. Les hradanis étant considérés comme des barbares plus susceptibles de servir les dieux des ténèbres que ceux des lumières. Après plusieurs semaines de tension et une ultime provocation, Bahzell provoque Vaijon en duel. Bien que Vaijon soit invaincu depuis huit ans, Bahzell l’humilie mais l’épargne. Tomanãk apparait, Vaijon se rend compte de ses préjugés et sur la suggestion du dieu devient l’écuyer de Bahzell.
Peu après ils quittent Belhadan pour aller à Hurgrum car Sharnã, l’un des dieux des ténèbres se mêle des affaires des hradanis. Accompagnés d’une petite escorte ils arrivent à La Hache-Sacrée, capitale de l’empire. Ils y retrouvent Wencit de Rüm et Kaeritha, une humaine championne de Tomanãk.
En route vers Esfresia, ils sont attaqués par une soixantaine de mercenaires menés par un prêtre de Sharnã. Les membres de l’Ordre les anéantissent quasiment et n’ont que quelques pertes grâce à Bahzell et Kaeritha.
Après Esfresia ils parviennent en Troglodye, pays des nains. Bahzell y retrouve Kilthan qui lui propose de livrer des armes et armures à son père à Hurgrum si ce dernier anéanti les activités de Sharnã et s’engage à signer des traités de paix avec ses voisins lorsqu’il aura vaincu les Épées Sanglantes.
Arrivé à Hurgrum, Bahzell met son père au courant de ses aventures et de l’ingérence de Sharnã. Il décide avec plusieurs compagnons de faire un raid vers le repaire du Scorpion prés de Navahk, il leur révèle que les hradanis peuvent maitriser la Rage. Apprenant cela, ses compagnons prêtent le serment de l’Épée créant ainsi un chapitre entier de l’Ordre de Tomanãk.
Ils attaquent le repaire souterrain de Sharnã, Bahzell aidé de Vaijon tue un démon, Brandark décapite un fils de Churnazh qui avait été initié à la suite de la mort de Harnak. La garnison est détruite, quelques gardes et un grand-prêtre de Sharnã sont faits prisonniers pour être ramenés et témoigner à Hurgrum. Le repaire est entièrement brulé avec l’aide de Tomanãk, Bahzell a perdu un tiers de ses compagnons.
De retour à Hurgrum, devant les ambassadeurs et les princes hradanis, Tomanãk confirme que Bahzell est bien son champion, qu’il a agi en son nom, que l’Ordre de Tomanãk est neutre et n’interviendra pas dans la guerre entre Bahnak et Churnazh, et fait de Vaijon un de ses champions.
Bahnak avec ses troupes et ses alliés marche vers Navahk. Mathian, gouverneur de Hersepure du royaume des Sothõïs décide sans la permission de ses supérieurs d’aller envahir les Voleurs de Chevaux pour empêcher la réunification des hradanis.
Bahzell avec le chapitre de l’Ordre de Tomanãk se précipite dans le défilé qui sépare les deux territoires pour arrêter les sothõïs . Avec 120 guerriers, il fait face à environ 4000 ennemis. Mais lorsque les sothõïs se rendent compte qu’ils font face à l’Ordre, une partie d’entre eux se retire. Mathian lance l’attaque mais doit se retirer après de lourdes pertes. Le lendemain, peu de temps avant un nouvel assaut, son supérieur Tellian, baron et gouverneur de la Monte Ouest, accompagné par Wencit de Rüm, arrive et parlemente avec Bahzell. Les sothõïs apprennent par Wencit que ce sont leurs ancêtres qui ont attaqué et affamé les hradanis contrairement à ce qu’ils croyaient. Pour mettre un terme au conflit, Tellian se rend à l’Ordre de Tomanãk.
Les compagnons de Bahzell retournent à Hurgrum où Vaijon continuera d’édifier l’Ordre de Tomanãk. Bahzell, Brandark et Kaeritha accompagnent Tellian à Balthar pour veiller au respect des conditions de la reddition de ce dernier et avoir l’occasion de mettre un terme aux querelles opposants les sothõïs et les hradanis.